# Armando Carvajal y Quiroz
Armando Carvajal y Quiroz (* 7. Juni 1893 in Santiago de Chile; † 29. Juli 1972 ebenda) war ein chilenischer Violinist, Dirigent, Komponist und Musikpädagoge.

## Leben und Werk
Armando Carvajal war Schüler des Conservatorio Nacional de Música in Santiago.
Nach dem Ende seines Studiums 1912 unternahm er zunächst für drei Jahre innerchilenische Konzertreisen mit dem Trio Penha. 1915 wurde er als erster Violinist im Orchester des Städtischen Theaters von Santiago angestellt. Diese Position nahm er bis 1927 ein. Gleichzeitig unterrichtete er von 1919 bis 1927 am Conservatorio Nacional als Violinprofessor und stand von 1928 bis 1943 dieser Institution als Direktor vor. Von 1931 bis 1938 wirkte er als Dekan der Fakultät der Schönen Künste der Universität von Chile.
Als Dirigent übernahm Armando Carvajal die Leitung des Städtischen Orchesters von Santiago, von 1932 bis 1938 die Leitung der Asociación Nacional de Conciertos Sinfónicos und dirigierte von 1940 bis 1947 das Orquesta Sinfónica Nacional.
Als Komponist schrieb Armando Carvajal Orchesterwerke wie die Sinfonía de la trilla, Chorwerke und Klavierstücke.
Armando Carvajal war mit der chilenischen Sopranistin Blanca Hauser, einer der großen lyrischen Sängerinnen der 1920er bis 1950er Jahre in Chile, verheiratet.